# Sidama (spinachtigen)
Sidama is een geslacht van hooiwagens uit de familie Assamiidae.
De wetenschappelijke naam Sidama is voor het eerst geldig gepubliceerd door Pavesi in 1895. 

## Soorten
Sidama omvat de volgende 3 soorten:
- Sidama abessinica
- Sidama moesta
- Sidama spinger